# Oswald Eggenberger
Oswald Eggenberger (Schwanden, 4 agosto 1923 – Schwanden, 1º febbraio 2023) è stato un pastore protestante e scrittore svizzero della Chiesa riformata. Fondò il Centro d'informazione protestante: Chiese - Sette - Religioni e scrisse numerosi libri sulle sette e nuovi movimenti religiosi.

## Biografia
Figlio di un pastore omonimo delle Chiese riformate, trascorse l'infanzia a Schwanden e a Speicher, frequentando la scuola cantonale di Trogen. Studiò teologia protestante all'Università di Zurigo, Basilea e Ginevra. Nel 1948 conseguì il dottorato in storia della Chiesa e fu ordinato sacerdote. Fu parroco a Davos Frauenkirch, Richterswil, Mönchaltorf e Zurigo-Wollishofen. Nel 1984 divenne decano della sezione zurighese sulla riva sinistra della Limmat.
Nel novembre 1963 fondò l'Evangelischen Informationsstelle: Kirchen – Sekten – Religionen (“Centro di informazione protestante: Chiese, Sette, Religioni"). Sei anni dopo venne pubblicato il suo manuale Die Kirchen, Sondergruppen und religiösen Vereinigungen (Chiese, gruppi specializzati e associazioni religiose), che per primo fornì una panoramica esaustiva del panorama religioso svizzero. Fino al 1994 curò altre cinque edizioni di questo volume, di cui nel 2003 uscì un'edizione completamente riveduta da Georg Schmid e suo figlio Georg Otto Schmid, sotto il titolo di Kirchen, Sekten, Religionen (Chiese, sette, religioni).
Il suo libro …Neben den Kirchen, che descrive alcune Libere Chiese protestanti, ha conosciuto nove edizioni dal 1979 al 1990. Ha pubblicato anche libri sulla Chiesa Neo-Apostolica, sul Movimento pentecostale e sui movimenti missionari popolari in Svizzera.

## Opere
- Die Neuapostolische Gemeinde. Ihre Geschichte und Lehre dargestellt und beurteilt. Kaiser (Beiträge zur evangelischen Theologie 18), München 1953.
- Wie beurteilt man eine Sekte? Zwingli, Zürich 1955.
- Evangelischer Glaube und Pfingstbewegung. Mit besonderer Berücksichtigung der Verhältnisse in der Schweiz. EVZ, Zollikon 1956.
- Kleine Sektenkunde. Verlag der Jungen Kirche, Zürich 1963.
  - 7. überarbeitete und ergänzte Auflage als: Sektenkompass. Junge Kirche/Zwinglibund, Zürich 1996.
- Neue Apostel? Darstellung und Kritik der neuapostolischen Gemeinschaft. Kreuz, Stuttgart 1964.
- Die Freikirchen in Deutschland und in der Schweiz und ihr Verhältnis zu den Volkskirchen. Zwingli, Zürich 1964.
- Die Kirchen, Sondergruppen und religiösen Vereinigungen. Ein Handbuch.  6., überarbeitete und erweiterte Auflage, TVZ, Zürich 1994 (Erstausgabe 1969), ISBN 3-290-11639-5.  
  - Neuausgabe als: Kirchen, Sekten, Religionen. Religiöse Gemeinschaften, weltanschauliche Gruppierungen und Psycho-Organisationen im deutschen Sprachraum. Ein Handbuch. 7., überarbeitete und erweiterte Auflage. TVZ, Zürich 2003, ISBN 978-3-290-17215-2.
- Die evangelistischen und volksmissionarischen Unternehmen in der Schweiz. Evangelische Orientierungsstelle, Mönchaltorf 1971.
- …Neben den Kirchen. Gemeinschaften, die ihren Glauben auf besondere Weise leben wollen. Informationen, Verständnishilfen, Auseinandersetzung, kritische Fragen (mit Hans D. Reimer). Christliche Verlagsanstalt, Konstanz 1979; 9. Auflage 1990.
  - „Katholische Ausgabe“ als Umwege zum Heil? Hrsg. von Friederike Valentin, Herold, München / Wien 1980, ISBN 3-7008-0191-2.